# イレアナ (ルーマニア王女)
イレアナ・ア・ロムニエイ（ルーマニア語: Principesa Ileana a României, 1909年1月5日 - 1991年1月21日）は、ルーマニア王女で、ハプスブルク＝トスカーナ家のオーストリア大公アントン・フォン・エスターライヒ＝トスカーナ（トスカーナ大公レオポルド2世の曾孫）の妃。

## 生涯
ルーマニア国王フェルディナンド1世とその妃マリアの三女として、ブカレストで誕生。
母マリアはイレアナの名前について、伝統的に命名された上の4人の兄弟とは違い、音楽的な響きに基づいて命名したと語っている。
また、とても大きな青い目の持ち主で幼い頃から既に自分の中に法律を持っていたとも回想している。
マリアは長らく父フェルディナンドと不和であり、長兄カロル2世と長姉エリサベタの後に生まれた兄弟たちの父親は、マリアの愛人ではないかと疑問視されていた。しかし、イレアナはその人柄を国民に広く愛されており、愛人に溺れ醜聞にまみれた長兄カロルよりも人気が高かった。
そのため、カロルは妹を嫌い、彼女をルーマニア国外へ嫁がせることを画策した。

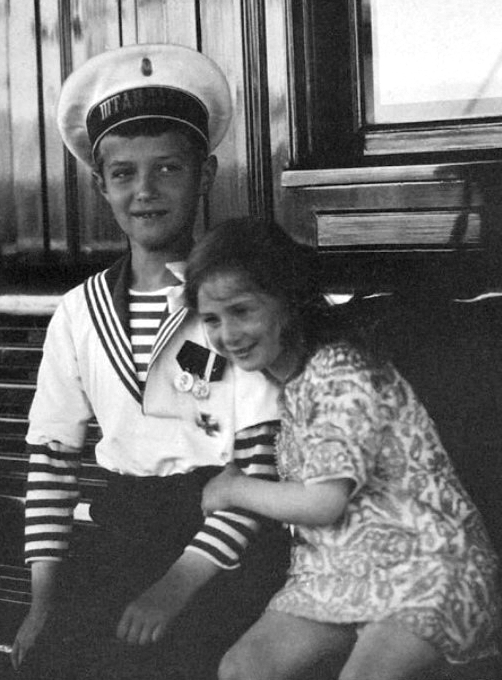
1914年、ロシア皇太子アレクセイと

1931年7月、イレアナはトスカーナ大公家の公子アントンと結婚。それを契機に、兄カロルは国民のハプスブルク家支配への憎悪を巧みに煽り、イレアナとアントンのルーマニア国内居住を禁じた。2人はウィーン郊外のゾンネブルク城に住み、6子が生まれた。
- シュテファン（英語版）（1932年 - 1998年）
- マリア・イレアナ（1933年 - 1959年） - 1957年、コトゥリンスキー伯爵ヤロスラフと結婚、1959年にブラジルで航空機墜落事故に遭い夫とともに死亡。
- アレクサンドラ（1935年 - ） - ヴュルテンベルク公オイゲン・エーバーハルト（ヴュルテンベルク公アルブレヒト・オイゲンとブルガリア王女ナデジダの次男）と1962年結婚、1972年離婚、1973年にバイロー男爵ヴィクトルと再婚
- ドミニク（スペイン語版）（1937年 - ）
- マリア・マグダレナ（1939年 - ）
- エリーザベト（1942年 - 2019年）

第二次世界大戦中、夫アントンはドイツ空軍に所属し、イレアナは城をルーマニア傷病兵の病院として使用した。1944年、イレアナは子供たちとルーマニアのブラン城へ移り住んだ。アントンもブラン城へ合流したが、一家は赤軍の監視下に置かれた。それでも、イレアナは城外のブラン村で病院を建設し働いた。
ルーマニア王制が崩壊し、共産主義国家が樹立されると、王家もイレアナ一家も国を追われた。イレアナらはスイス、アルゼンチンへと移り住み、最終的にはアメリカ・マサチューセッツ州に居をかまえた。彼女はルーマニア正教会で働きながら、共産主義政権の不当性を訴え、2冊の本を執筆するなど活動した。この間の1954年、イレアナはアントンと離婚。亡命ルーマニア人のシュテファン・ニコラエ・イサレスクと再婚するが1965年に離婚し、イレアナはフランスでビュシーの生神女庇護修道院に入った。修道女アレクサンドラとなったイレアナは、ペンシルベニア州に修道院を建てるため再び渡米。1981年に引退するまで活動した。1990年にようやく、娘に伴われて故国ルーマニアを訪問した。